# میخال کولومازنیک
میخال کولومازنیک (چکی: Michal Kolomazník؛ زادهٔ ۲۰ ژوئیهٔ ۱۹۷۶) بازیکن سابق و مربی فوتبال اهل جمهوری چک است.
از باشگاه‌هایی که در آن بازی کرده‌است می‌توان به باشگاه فوتبال دوکلا پراگ، باشگاه فوتبال یان رگنسبورگ، دوکلا پراگ، باشگاه فوتبال مونیخ ۱۸۶۰، باشگاه فوتبال زبرویوفکا برنو، و باشگاه فوتبال تپلیس اشاره کرد.
وی همچنین در تیم‌های ملی فوتبال زیر ۲۱ سال جمهوری چک و جمهوری چک بازی کرده‌است.